# Drum roman

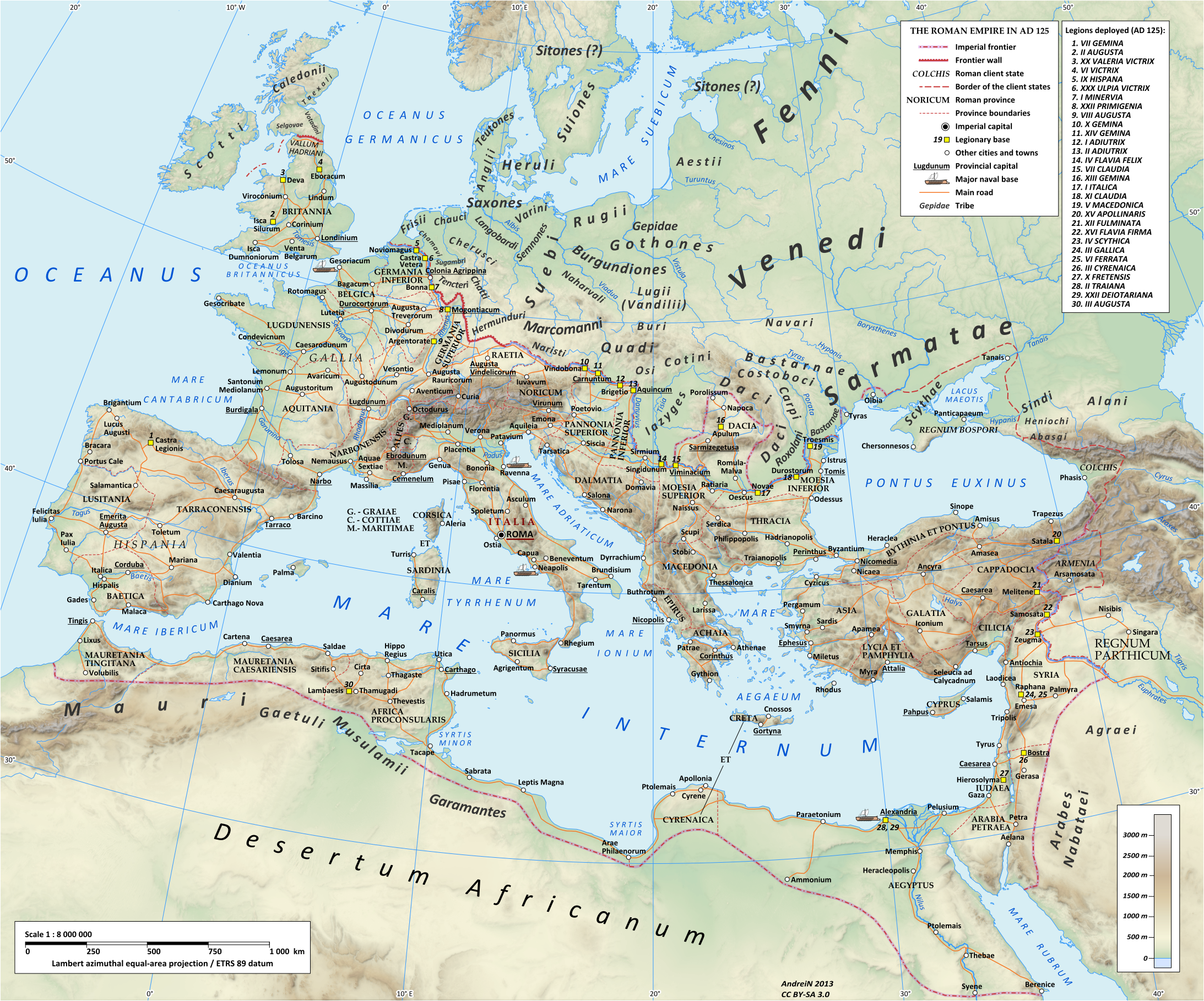
Harta principalelor drumuri romane sub Hadrian (pe la anul 125).

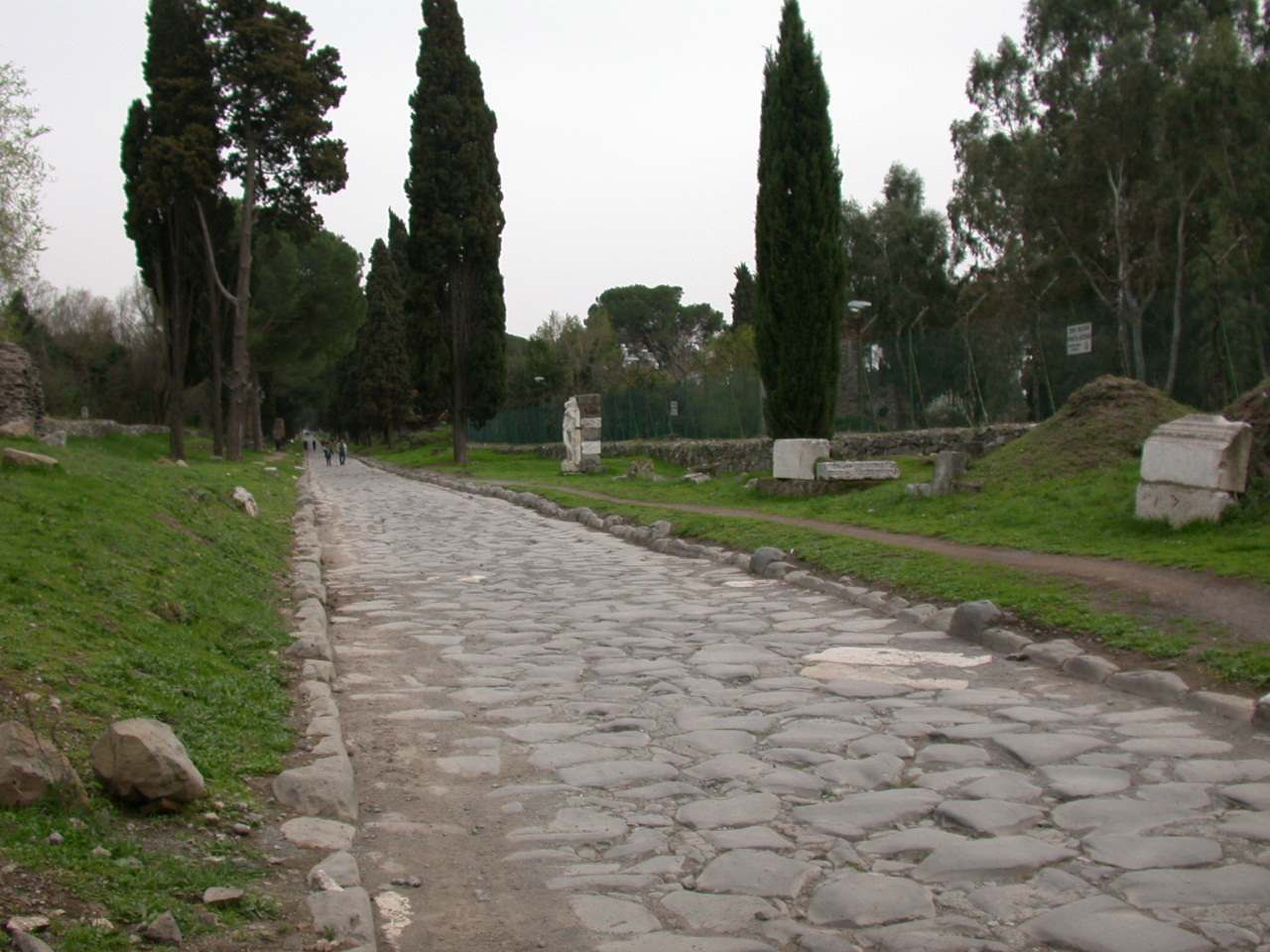
Via Appia, aproape de Roma.

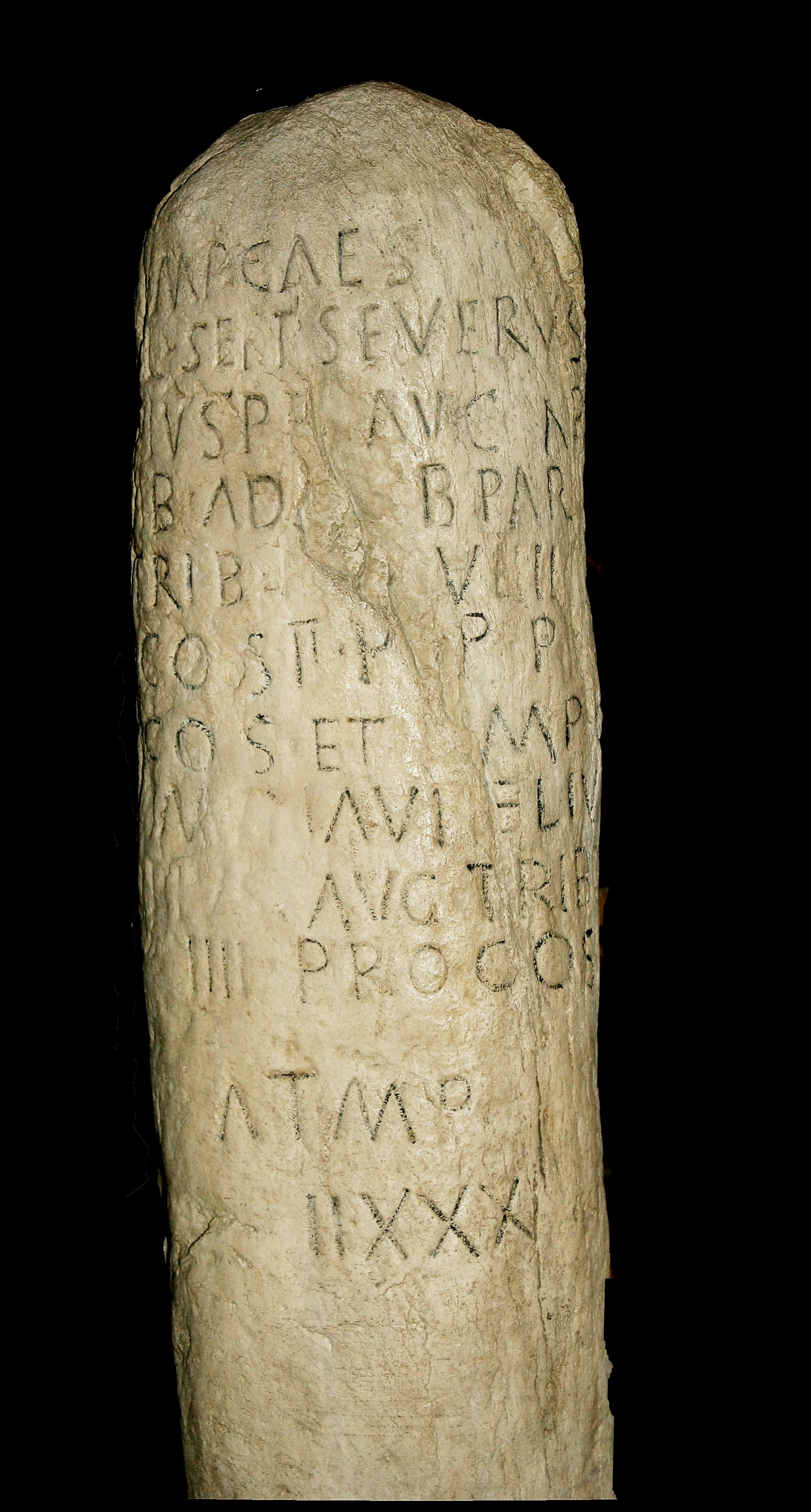
Bornă miliară, cu numele împăratului Septimiu Sever, la Sankt Margarethen im Lungau, Austria.

Drumurile romane sunt căi de comunicație ale rețelei rutiere create de romani. Deoarece erau cel mai adesea construite în linie dreaptă, ele permiteau parcurgerea mai rapidă a distanțelor decât pe vechile drumuri sinuoase din Imperiul Roman, pornind de la Roma.

## Rol funcțional
Drumurile legau între ele cetățile din toate punctele Italiei, apoi ale Imperiului, cu centrele de decizie politice sau economice. Ele permiteau deplasările ușor practicabile pentru epocă, ale trupelor sau negustorilor și curierilor.
Marea interconectare oferită de drumurile romane a condus la crearea dictonului popular: „Toate drumurile duc la Roma” (cu sensul: „Există mai multe mijloace pentru a atinge un anumit scop”), cunoscut în toate culturile europene.
Rețeaua de drumuri a permis expansiunea economică a Imperiului, apoi, în perioada de decădere a acestuia, a ușurat marile invazii.

## Primele drumuri strategice

Un exemplu de drum pavat via munita la Pompeii.
(1). Sol nivelat, și eventual tasat.
(2). Statumen: pietriș.
(3). Audits: moloane lipite cu ciment roman
(4). Nucleus : rămășițe de olărie lipite cu ciment fin
(5). Dorsum: blocuri poligonale de silex, sau blocuri rectangulare de tuf vulcanic sau de alte pietre din împrejurimi, formând suprafața drumului. Forma eliptică permitea să se evite ca apa de ploaie să stagneze pe mijlocul drumului. Dedesubtul blocurilor era uneori crestate în mod voit, ceea ce permitea o mai bună ținută pe nucleus.
(6). Crepido: trotuar sau drum pentru pietoni.
(7). Bordură.

Până în anii 400 î.Hr., romanii utilizau poteci pentru deplasarea de la Roma spre cetățile din apropiere. Raidul galilor din 390 î.Hr., conduși de Brennus, care s-a dovedit dezastruos pentru romani, a scos în evidență ineficacitatea sistemului defensiv al Romei, datorată îndeosebi încetinelii cu care puteau înainta trupele romane pe drumurile din epocă.
Necesitatea unei mai bune apărări, îmbinată cu voința de expansiune și de hegemonie asupra întregii Italii, a condus Republica Romană, încă fragilă și amenințată din exterior, să creeze o rețea de drumuri pietruite solide și locuri de popas, mai bine adaptată nevoilor sale. Aceste axe au permis o circulație mai rapidă și mai ușoară a bunurilor, dar și mișcarea promptă a trupelor.
Primul drum a fost creat în 312 î.Hr. de Appius Claudius Caecus pentru a lega Roma de Capua: este vorba despre Via Appia, drumul Appian. La sfârșitul Republicii Romane, teritoriul Peninsulei Italice era prevăzut cu aceste mari axe, fiecare purtând numele unui Consul care o crease. Aceste drumuri nu erau pavate decât în mod excepțional: în interiorul orașelor și al vecinătăților lor (exceptată fiind Via Appia, care a fost, în mod progresiv, pavată pe întregul său parcurs). În alte părți, nisipul și pietrișul erau prelevate în cariere deschise în apropiere. Se pare că pavelele erau acoperite cu pământ pentru atenuarea disconfortului.

## Expansiunea rețelei, o unealtă comercială
Pe măsura expansiunii Imperiului, administrația a adaptat aceeași schemă la noile provincii.
 Pe Columna lui Traian se găsesc reliefuri care ilustrează munca soldaților romani care deschid un drum prin pădurile din Dacia.
La apogeul său, rețeaua rutieră romană principală a atins astfel circa 150.000 de kilometri. Negustorii romani au văzut foarte repede importanța unor astfel de axe rutiere. Spre deosebire de alte civilizații mediteraneene care își fondaseră dezvoltarea comercială aproape în totalitate  pornind de la porturi, romanii au folosit rețeaua de drumuri în paralel cu flota lor comercială. Acest lucru a favorizat schimburile cu interiorul continentului și a fost la originea expaniunii lor comerciale fulgerătoare. Regiuni întregi s-au specializat și au făcut comerț între ele (vinuri și ulei din Hispania, cereale din Numidia, olărie și produse de carne afumată sau sărată din Galia, de exemplu).

## Apogeul rețelei rutiere sau sfârșitul Imperiului
Începând din secolul al III-lea, lumea romană, deși la adăpostul limesurilor, cu frontierele întărite, a fost, puțin câte puțin, năpădită de popoare venind din răsărit: este începutul marilor invazii. Ostrogoții, hunii, vizigoții s-au succedat pe o rețea rutieră de o calitate excepțională. Acest lucru a permis, prin urmare, accelerarea avansării acestor grupuri de oameni. Drumul roman, care a fost una din cheile expansiunii Imperiului, a devenit una din cele ale căderii sale.

## Construirea drumurilor romane
Se crede că romanii au moștenit arta de a construi drumuri de la etrusci, iar metoda de construire s-a îmbunătățit luând idei de la alte culturi.

### Elaborarea traseului

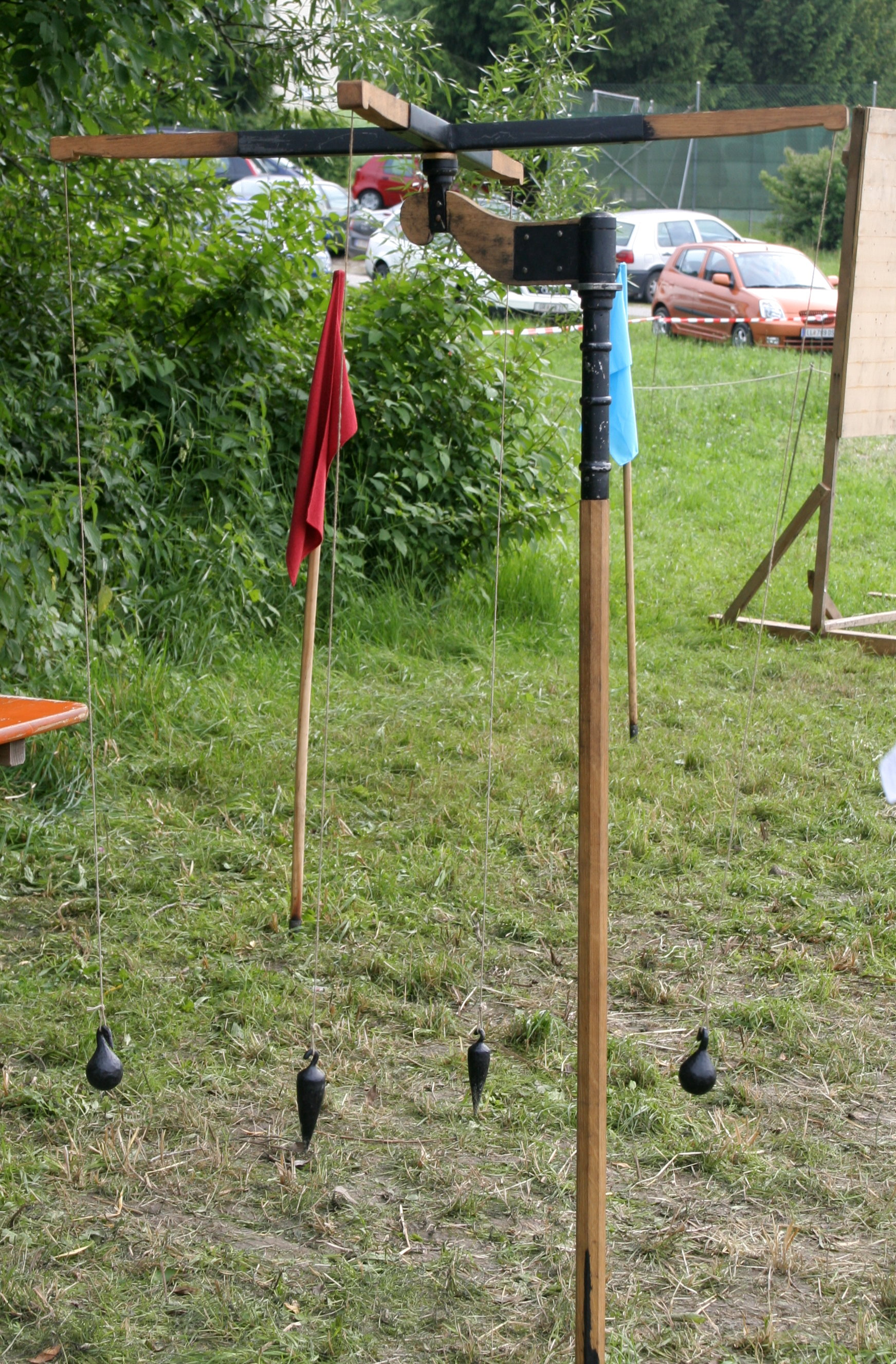
Groma experimentală

După ce decizia de construcție a fost luată, delimitarea traseului a fost apoi încredințată topografilor (în latină agrimensores, în română: „măsurători de pământ”. sau mensores, în română: „măsurători”). Acești topografi foloseau câteva instrumente dovedite:
1. groma sau gruma (în română: „alidadă”[2]), străbuna actualului echer al topografului, era folosită pentru a ajuta la trasarea unghiurilor drepte. Era compusă din patru ramuri și prevăzută cu fire cu plumb care permiteau trasarea liniilor perpendiculare pornind de la un punct central.
2. chorobate era o riglă lungă de 20 de picioare (circa 6 m), rigidă pe picior și cu o canelură longitudinală conținând apă. Era folosită pentru calculul nivelului, permițând să se dea o pantă regulată în zonele în relief.
3. dioptra (în română: „goniometru”[2])era un instrument compus dintr-un triunghi prevăzut cu un fir cu plumb. Servea la nivelarea drumului.

În general, drumurile romane se caracterizau printr-o mare rectitudine. Ele evitau la maximum zonele mlăștinoase și vecinătățile imediate ale cursurilor de apă. Când trebuiau să treacă peste cursuri de apă se foloseau vadurile sau podurile, de lemn sau de piatră, dintre care unele exemplare magnifice au rămas până în zilele noastre, fiind folosite și azi de rețelele de drumuri actuale. În zonele de relief, drumurile foloseau un traseu cu pante blânde, din motive de comoditate și de securitate. Numeroase trasee foloseau curbele de nivel. Drumurile se lărgeau în viraje pentru a se permite căruțelor să cotească mai ușor.

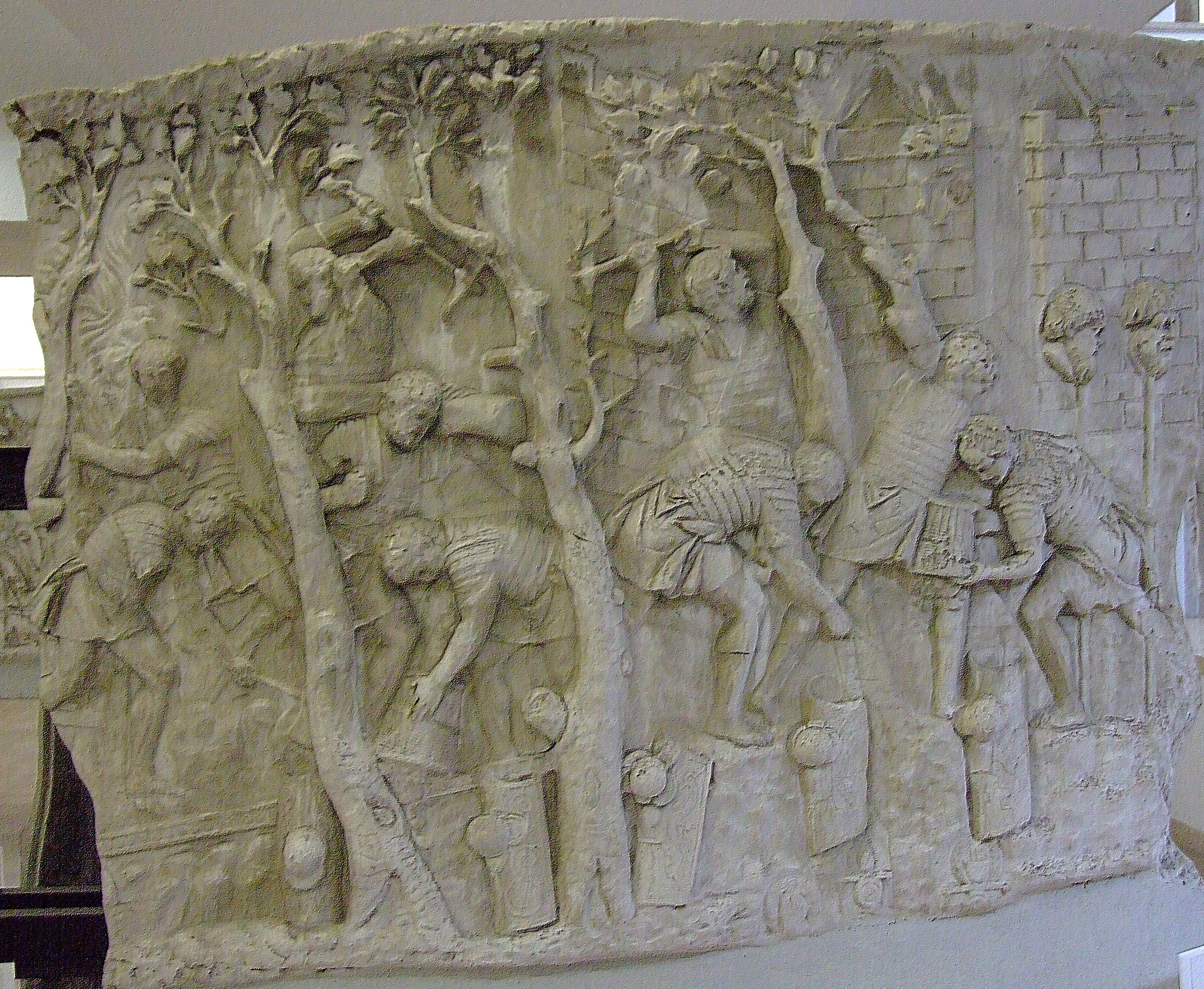
Construcția unui drum roman, scenă pe o metopă aflată pe Columna lui Traian.
Muzeul Național de Istorie a României

După ce au fost făcute măsurătorile, topografii marcau traseul cu jaloane.
Pentru a termina pregătirile traseului se curăța terenul de buruieni, de copaci și de arbuști.

### Șantierul drumului
De la publicarea în 1622, a cărții lui Nicolas Bergier, Histoire des grands chemins de l'Empire romain, în care a fost formulată, pentru prima dată, ipoteza unei construcții în trei straturi a drumurilor romane, idee care presupunea o schemă standard, aplicată peste tot, idea a fost reluată mereu de-a lungul secolelor, până în 1934, când arheologul Albert Grenier a demonstrat că această idee nu era decât un fruct al imaginației (după modelul cunoscut din scrierile latine al construcției podelelor și pavajelor caselor).
În general, construcția progresa simultan în mai multe tronsoane independente, cu lungimi variabile. Acest lucru explică ușoarele schimbări de orientare, observate adesea.
Construirea drumurilor era încredințată, între alții, soldaților care își aflau o ocupație în timp de pace. Tronsoanele astfel realizate se aflau în apropierea taberelor militare. Alte tronsoane erau construite de sclavi, coloni proprietari riverani și de prizonieri.
Prin urmare, contrar ideii general admise, drumul roman nu îndeplinea un standard tip, ci mai degrabă existau tronsoane de o calitate mai bună sau mai puțin bună, mai bine sau mai puțin bine întreținute.
Amenajarea tronsoanelor de drum era diferită, potrivit cu topografia terenului.
Profilul final al drumului era bombat, permițându-se astfel scurgerea cu ușurință a apei de ploaie spre șanțurile de drenaj situate de fiecare parte a drumului. Aceste șanțuri serveau uneori drept sursă de materiale de întreținere.
Drumul fiind un privilegiu al trupelor, căruțelor și vehiculelor pentru transportul persoanelor, existau, adesea, căi paralele destinate pietonilor și călăreților.

### Finanțarea construirii drumurilor romane
Finanțarea construcției drumurilor a fost responsabilitatea guvernului, în timp ce întreținerea a fost în general delegată provinciei. Ofițerii care au avut sarcina de colectare a fondurilor pentru drumuri au fost „curatores viarum”. Au existat mai multe posibilități de colectare de fonduri. Se puteau primi bani de la cetățenii privați interesați de utilizarea drumului, sau din donații de la persoane publice, în timp ce cenzorii, care aveau autoritate asupra activității și moralei publice, trebuiau să finanțeze reparațiile cu banii lor. Desigur, în plus față de aceasta, au existat încasări de taxe.
Frumusețea și măreția drumurilor romane ne pot face să credem că tranzitul era liber, dar nu a fost așa. Taxele de trecere au abundat, în special pentru poduri, dar au fost, de asemenea, colectate taxe la porțile orașelor. Acest lucru a contribuit la creșterea semnificativă a costului transportului, agravat și de taxele de import și export.

## Diferitele categorii de drumuri romane
Scrierile lui Siculus Flacus, topograf roman (mensor) din secolul I, ne oferă următoarea clasificare a drumurilor romane:
- Viae publicae (în română: „Drumuri publice”)

Acestea sunt marile drumuri ale Imperiului, arterele principale ale rețelei rutiere, care legau marile orașe între ele. Aceste drumuri mai erau denumite și viae praetoriae (în română: „drumuri pretoriene”), viae militares (în română: „drumuri militare”) sau viae consulares (în română: „drumuri consulare”). Statul lua în sarcină finanțarea construirii lor, însă o contribuție era cerută și cetăților și proprietarilor domeniilor traversate de aceste drumuri, care trebuiau apoi să le asigure întreținerea. Drumurile purtau adesea numele persoanelor care au contribuit la proiectarea construirii lor (Agrippa pentru via Agrippa, Domitius Ahenobarbus pentru via Domitia).
În Italia, gestiunea era pusă sub supravegherea unui „curator viarum”, funcționar al statului. El da ordine de lucrări ale unui drum, de reparații ale acestuia.
Lărgimea medie a unei via publica era de 6 până la 12 metri.
Câteva exemple de drumuri publice: via Agrippa, de la Roma la Boulogne-sur-Mer; via Appia, de la Roma la Brundisium (azi Brindisi); via Domitia, din Italia în Spania prin Narbona (azi Narbonne); via Egnatia, de la Dyrrachium (azi Durrës) la Bizanț; via Pontica de la Troesmis și Histria, prin Mesembria la Bizanț.
- Viae vicinales (în română: „Drumuri aflate în folosința vecinilor”) sau diverticulae

Erau drumuri secundare care porneau din viae publicae, în diverticuli, și permiteau legarea între ele a diferitelor vici (un „vicus” era un târg mare) din aceeași regiune. Evident, acestea constituiau majoritatea drumurilor romane.
Lărgimea medie a unei via vicinalis era de circa 4 metri.
- Viae privatae (în română: „Drumuri private”)

Viae privatae legau marile domenii, villae, cu viae vicinales și viae publicae. Erau private, rezervate doar folosirii proprietarului, care le finanța. Se aflau pe teritoriul proprietății.
Lărgimea medie a unei via privata era de 2,50 până la 4 metri.

## Documente rutiere
Munca topografilor nu s-a mărginit la calculul și la jalonarea drumurilor. Mulțumită enormelor cantități de date pe care ei au putut să le culeagă (distanțe între orașe, obstacole, poduri, etc.), ei au furnizat baza de lucru a persoanelor însărcinate cu elaborarea hărților.
Baza de lucru a cartografilor romani era ruloul, de lungime și lărgime standard și completat în întregime. Acest lucru implica o distorsiune a vederii de ansamblu, perspectiva și scara neexistând așa cum există acum pe hărțile rutiere actuale.
Cu toate acestea, călătorul roman putea găsi aici numeroase indicații despre etape și popasuri, lungimea etapelor, obstacole și locurile remarcabile (capitale de provincie, sanctuare), ceea ce era important pentru un călător din acea epocă.

### Itinerarul lui Antonin
Itinerarul lui Antonin, în latină Itinerarium Antonini, este un catalog indicator unde sunt enumerate, pentru toate drumurile, etapele și distanțele. Se inspiră din Tabula Peutingeriana și a fost redactată, mai întâi, sub domnia lui Caracalla (Marcus Aurelius Antoninus), apoi, în mod plauzibil, remodelat în epoca Tetrarhiei, la sfârșitul secolului al III-lea, întrucât este evocat Constantinopolul. A fost, fără îndoială, realizat pornind de la o hartă murală.

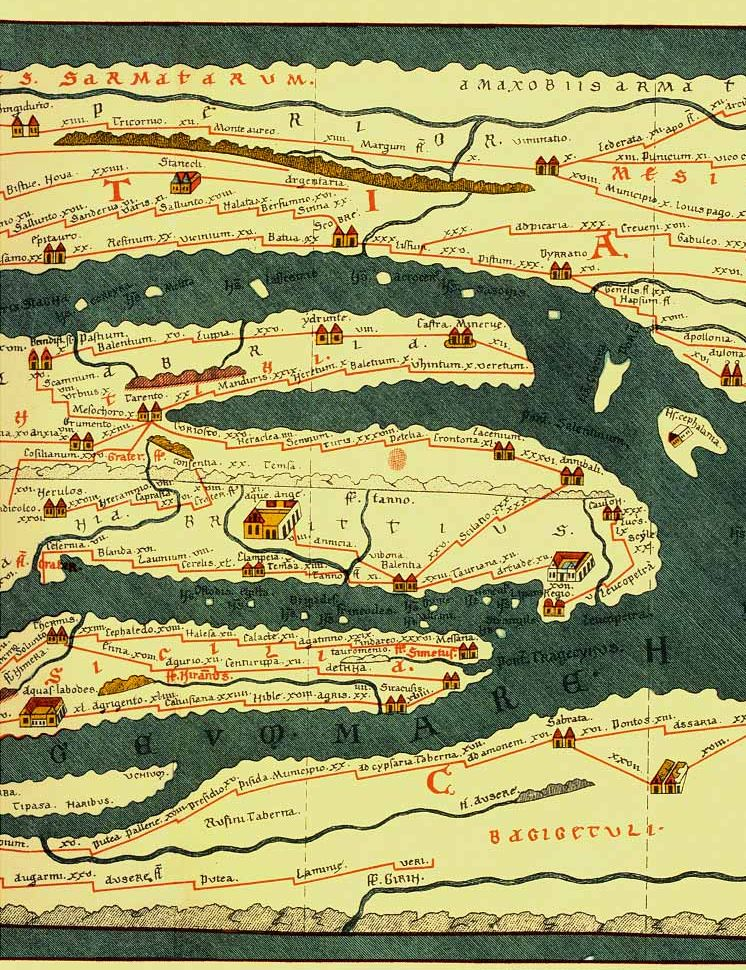
Un extras din Tabula Peutingeriana

### Tabula Peutingeriana
Documentul cel mai cunoscut care a ajuns până la noi este Tabula Peutingeriana, sau Tabula Theodosiană. 
Este copia făcută de un călugăr alsacian în secolul al XIII-lea, a documentului realizat la începutul secolului al III-lea de  Castorius. Acest document ar putea fi o copie a hărții lumii pregătită de Agrippa (64 î.Hr. - 12 î.Hr.), prieten și ginere al lui Augustus, destinată acestuia. Donată umanistului Konrad Peutinger, ea este astăzi păstrată la Biblioteca Națională a Austriei din Viena.

În 11 file (6,80 m pe 0,34 m în total), Tabula Peutingeriana reprezintă lumea cunoscută în epocă, din Anglia în Africa de Nord și de la Atlantic în India, indicând Gangele și Sri Lanka (Insula Taprobane), și chiar China este menționată.

### Alte documente
În secolul al XIX-lea, aproape de Roma, în lacul Bracciano, au fost găsite patru pahare de argint. Paharele de la Vicarello, numite așa de la toponimul descoperirii, poartă gravate mai multe coloane cu nume de popasuri și distanțele care le separă, pe drumul de la Roma la Cadiz.
Au existat și alte documente, mai precis axate pe un itinerar. Este, de exemplu, cazul itinerarilor de pelerinaj la Ierusalim, cum sunt cele ale lui Eusebiu din Cezareea,  Eusebiu al Nicomidiei sau Teognis al Niceei. Ele sunt mai târzii (secolul al IV-lea), însă sistemul a rămas același: etapele, distanțele între etape, popasurile.

## Amenajările drumurilor romane

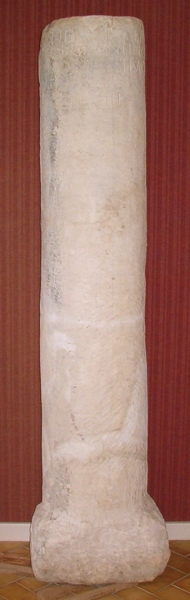
Piatră miliară găsită la Soulosse-sous-Saint-Élophe, Vosges. (Expusă la muzeul din aceeași localitate)

Construirea unui drum roman nu se oprește la sfârșitul șantierului propriu-zis. Un ansamblu de amenajări va permite călătorilor să se deplaseze în cele mai bune condiții posibile.

### Pietre miliare
La intervale foarte regulate, pentru a fi ușor reperate în spațiu, inginerii romani ridicau pe marginea viae publicae și viae vicinales pietre miliare. Acestea sunt, în general, coloane cilindrice înalte de 2 până la 4 m și cu diametrul de 50 până la 80 cm, cu o bază cubică, totul înfipt în sol, la o adâncime de circa 80 de centimetri.
Pietrele milliare nu erau așezate, ca actualele borne rutiere, la fiecare milă romană. Ele corespundeau mai degrabă panourilor indicatore actuale, pentru indicarea distanțelor și direcțiilor, plasate de obicei la marginea drumurilor.
Pe fiecare piatră milliară, la înălțimea ochilor (utilizatorii acestor milliare sunt în căruțe sau călare), se găsesc mai multe inscripții: numele împăratului care a ordonat construirea sau refacerea drumului, titulatura sa (titlurile), originea milliarului (dacă a fost plasat acolo după lucrările de construcție sau după reparații) și distanțele dintre acel loc, unde se afla, și orașele, marile intersecții de drumuri sau frontiere. Aceste distanțe erau exprimate în mile romane. Mila romană (milia passuum) corespundea unui număr de 1.000 de pași (în realitate, pași dubli) de 1,48 m, adică în total 1,480 km.

### Trecerea cursurilor de apă
Îngrijindu-se să evite la maximum ocolurile, inginerii romani au elaborat un ansamblu de amenajări care permiteau trecerea cursurilor de apă.

#### Vaduri
Drumurile romane treceau deseori cursurile de apă prin vaduri. Aceste zone erau deseori pietruite sau făcute din piatră de zidărie cu var, susținute de dulapi de lemn. Săpăturile arheologice au scos la lumină vaduri de mare importanță, făcute din blocuri mari de piatră și un zid de sprijin, cu o parte inferioară, prin care era canalizată apa, și o punte pentru trecători. Aceste vaduri au evoluat, uneori, spre podețe / poduri de lemn sau de piatră.

#### Poduri
Arhitecții romani au fost maeștri în arta proiectării de poduri, fiind cei mai stimați din categoria lor. Podurile au fost construite din lemn sau piatră, în funcție de nevoile și posibilitățile de aprovizionare sau economice. Podurile de lemn erau sprijinite pe piloni fixați în albia râului, sau pe fundații de piatră. Podul construit în întregime în piatră, cu toate acestea, a necesitat construirea de arcade, o tehnică pe care romanii au moștenit-o de la etrusci. Podurile romane au fost atât de bine construite încât multe din ele, nu numai că au supraviețuit, dar sunt încă utilizate.

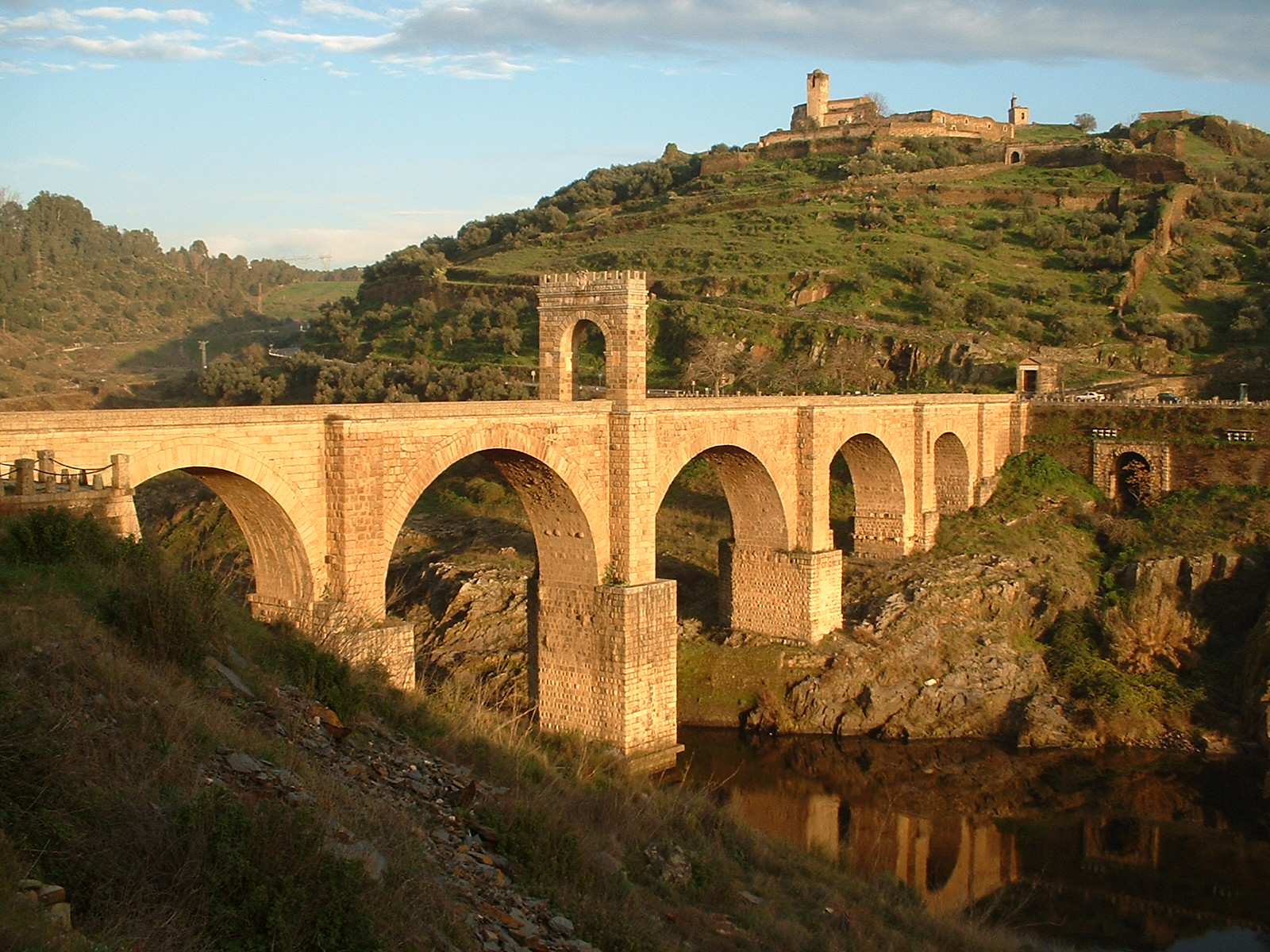
Podul roman peste Tajo, de la Alcántara, Extremadura, Spania.

##### Poduri de piatră
Partea cea mai spectaculoasă a drumurilor romane a fost construcția podurilor de piatră, pe cursurile de apă de lărgime medie. Ele permiteau continuitatea circulației în orice circumstanță, de exemplu în perioade de umflare a apelor. Adesea, aceste lucrări au traversat secolele și sunt încă folosite în zilele noastre sau, după distrugerea lor, asizele au servit la construcțiile posterioare.
În funcție de lărgimea de trecut, podurile romane puteau avea un arc izolat sau să numere mai multe arce. În acest din urmă caz, stâlpii puteau fi protejați prin pinteni și avanbecuri, evitându-se, în timpul umflării apelor, ca obiectele plutitoare aduse de apă să se îngrămădească lângă stâlpi, iar podul să formeze un baraj care i-ar fi pus în primejdie soliditatea. Pentru limitarea presiunii apelor, în timpul creșterii nivelului acestora, puteau fi amenajate golfulețe dreptunghiulare.

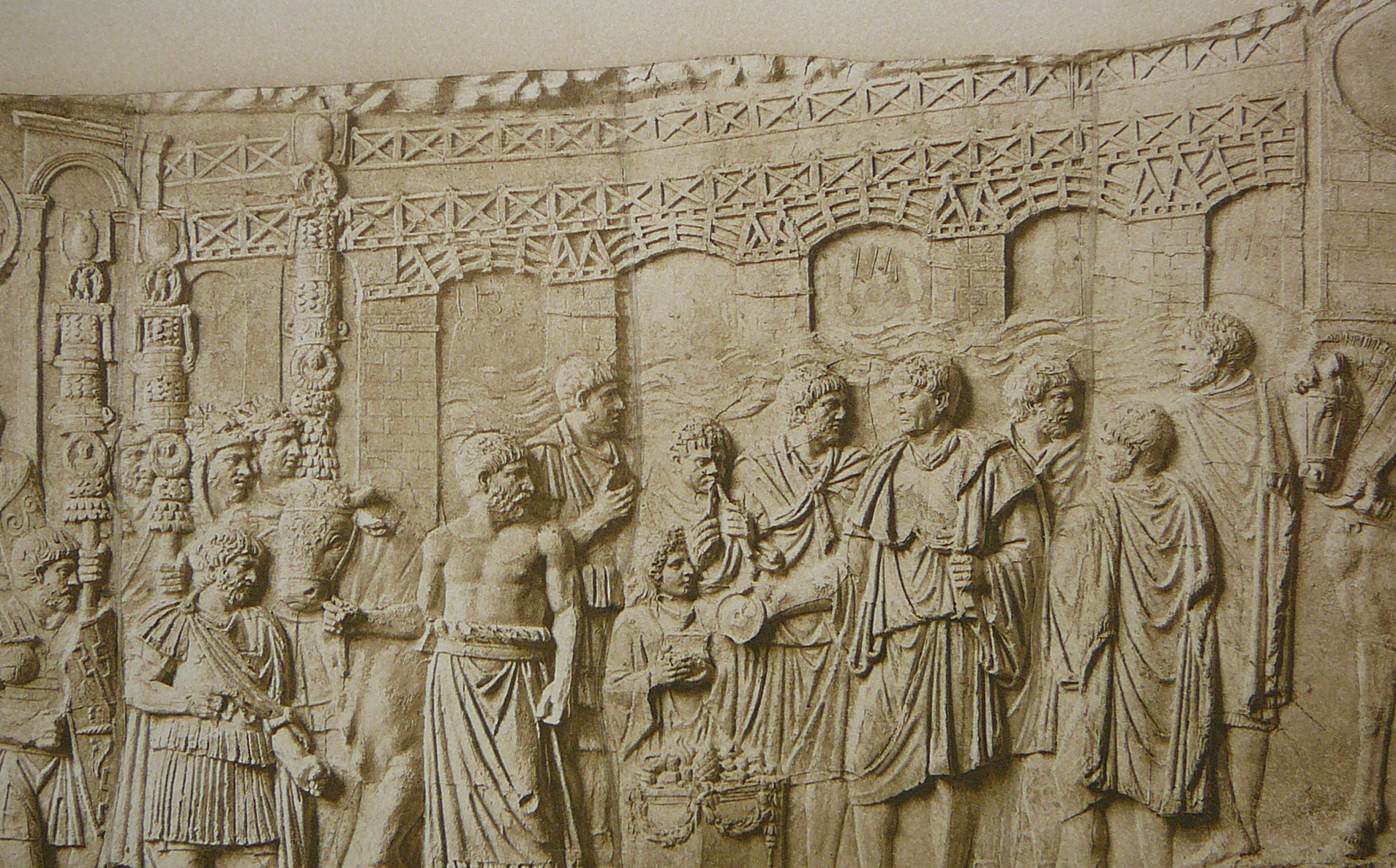
Podul lui Traian reprezentat pe
Columna lui Traian.

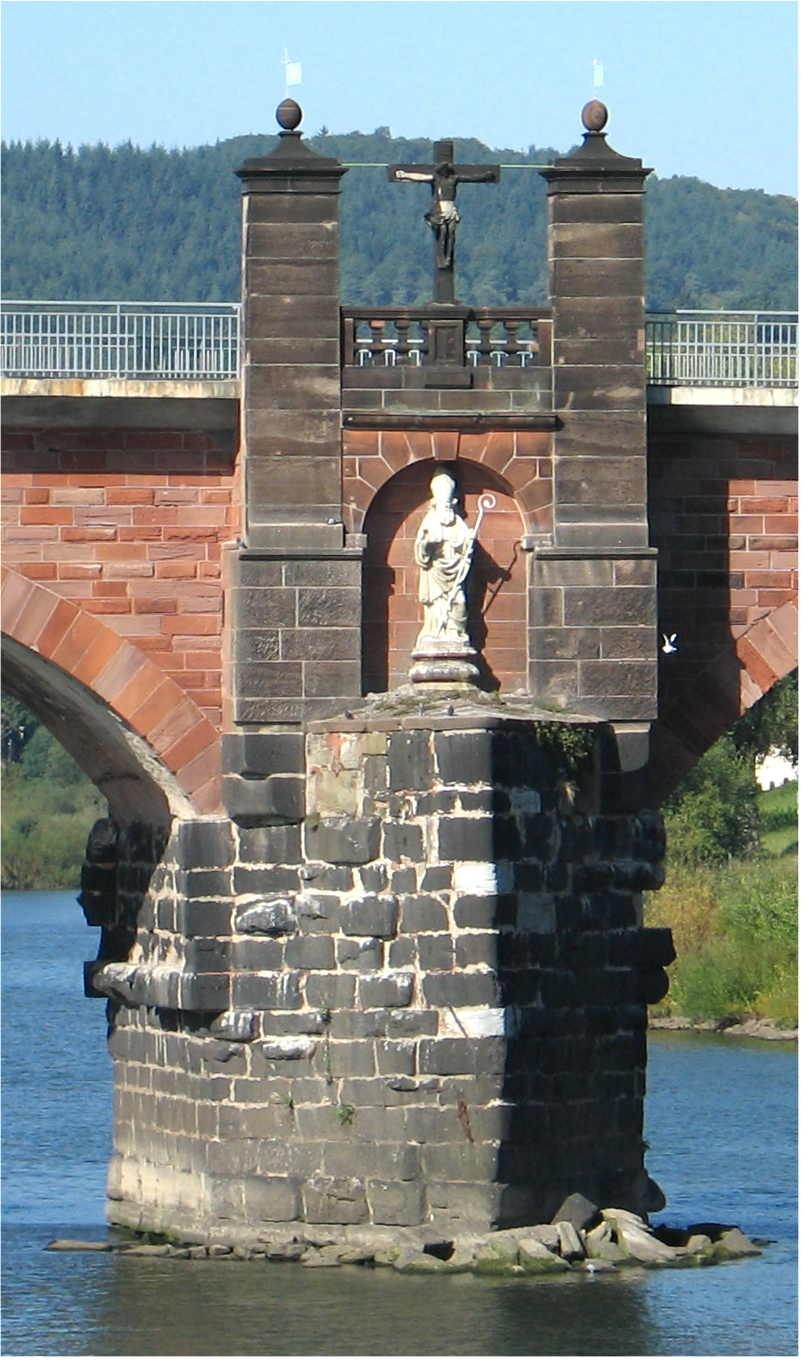
Vechi pod mixt de piatră și șarpantă la Trier, în Germania: stâlpii podului sunt autentic romani.

##### Poduri de lemn
Podurile de piatră erau, în general, rezervate axelor majore, în apropierea marilor orașe. Cea mai mare parte a podurilor romane erau construite, în întregime, din lemn, fondate pe stâlpi bătuți pe fundul apei.

##### Poduri mixte
Uneori, pentru soliditatea podului, stâlpii erau din piatră, însă tablierul podului era din șarpantă de lemn.
Un pod spectaculos a fost cel construit de Apollodor din Damasc, peste Dunăre și cunoscut sub numele de Podul lui Traian; era un pod mixt, cu stâlpi de zidărie de piatră și tablier de șarpantă.
Podul de la Trier (Germania) era unul din aceste poduri mixte cu stâlpi de zidărie de piatră și tablier de lemn. Până astăzi, stâlpii romani s-au păstrat, dar tablierul, mai recent, este din piatră cioplită.

##### Poduri de vase
Pentru trecerea cursurilor de apă mai largi, romanii au conceput poduri plutitoare de vase, pontoane, având, pe fiecare mal, o parte fixă care se lega, astfel încât stâlpii de ancorare din cursul de apă permiteau o mai bună stabilitate a ansamblului.

##### Bacuri
Pentru transportul călătorilor și mărfurilor, de la un mal la altul, era pe larg utilizat sistemul de bacuri cu plată.

##### Amenajări speciale, tunele
În zone de munte, traseele drumurilor romane își abandonează linia dreaptă; numeroase locuri, mai strâmte, au fost săpate chiar în stânci, pe flancul muntelui pentru a permite trecerea. Au fost amenajate uneori în aceste zone foarte mici tunele și, pentru securitate, tabliere pe partea dinspre culme, pentru prevenirea căderilor de pietre și ziduri de susținere care permiteau lărgirea cât de puțin a drumului. 
Pe drumurile romane, există tunele rutiere de mare lungime, putând atinge câteva sute de metri, sau chiar 1 km, cum sunt cele trei tunele romane din apropiere de Napoli.

## Clădiri și construcții diverse
Pentru confortul echipajelor și călătorilor, administrația romană a instalat stații rutiere de-a lungul drumurilor, mutationes (la singular: mutatio, în română: „schimb”, „schimb de poștă”) și mansiones (la singular: mansio, în română: „loc de ședere”, „locuință”, „reședință”, „han”, „adăpost”).

### Popasuri și hanuri
Mutatio era o haltă-popas repartizată la fiecare 10 – 15 km, pentru relaxare și eventual schimbul cailor.
O mansio se găsea la fiecare trei mutationes. Între fiecare mansio era o distanță de circa 30 - 50 kilometri.
Ținută de caupo (în română: „cârciumar”, „hangiu”), mansio era un loc de etapă bine echipat și care permitea călătorului, eventual, să-și petreacă noaptea. Aici se aflau un han pentru a lua masa, un serviciu pentru îngrijirea și odihna cailor, un potcovar, un rotar însărcinat cu întreținerea vehiculelor.
Numeroase scrieri, privitoare la viața în hanuri, au ajuns până în zilele noastre. Aceste tabernae (în română: „tavernă”, „crâșmă”, „birt”, „han”, „locantă”) aveau uneori o foarte proastă reputație, iar călătorul prefera să campeze în proximitate, să utilizeze deuersorium (locuință publică pentru cei mai bogați) sau, mai bine, să se facă invitat, practicând hospitium (în română: „ospitalitate”, „găzduire”).

### Horrearecoltelor
În paralel cu hanurile, se aflau horrea, antrepozite care serveau la cura annonae, serviciul de îngrijire a recoltelor și mărfurilor destinate capitalei Imperiului.

### Rapiditate și securitate
Cursus publicus (în română: „poșta oficială [a Imperiului Roman]”) fiind, împreună cu armata, principalul beneficiar și utilizator al drumului roman, folosea aceste etape pentru dirijarea rapidă a mesajelor și știrilor. Sistemul funcționa atât de bine încât vehiculele serviciului poștal puteau parcurge, în condiții favorabile, până la 75 de kilometri pe zi (ca titlu de comparație, același serviciu, în 1550, nu făcea pe zi decât maxim 45 de kilometri).

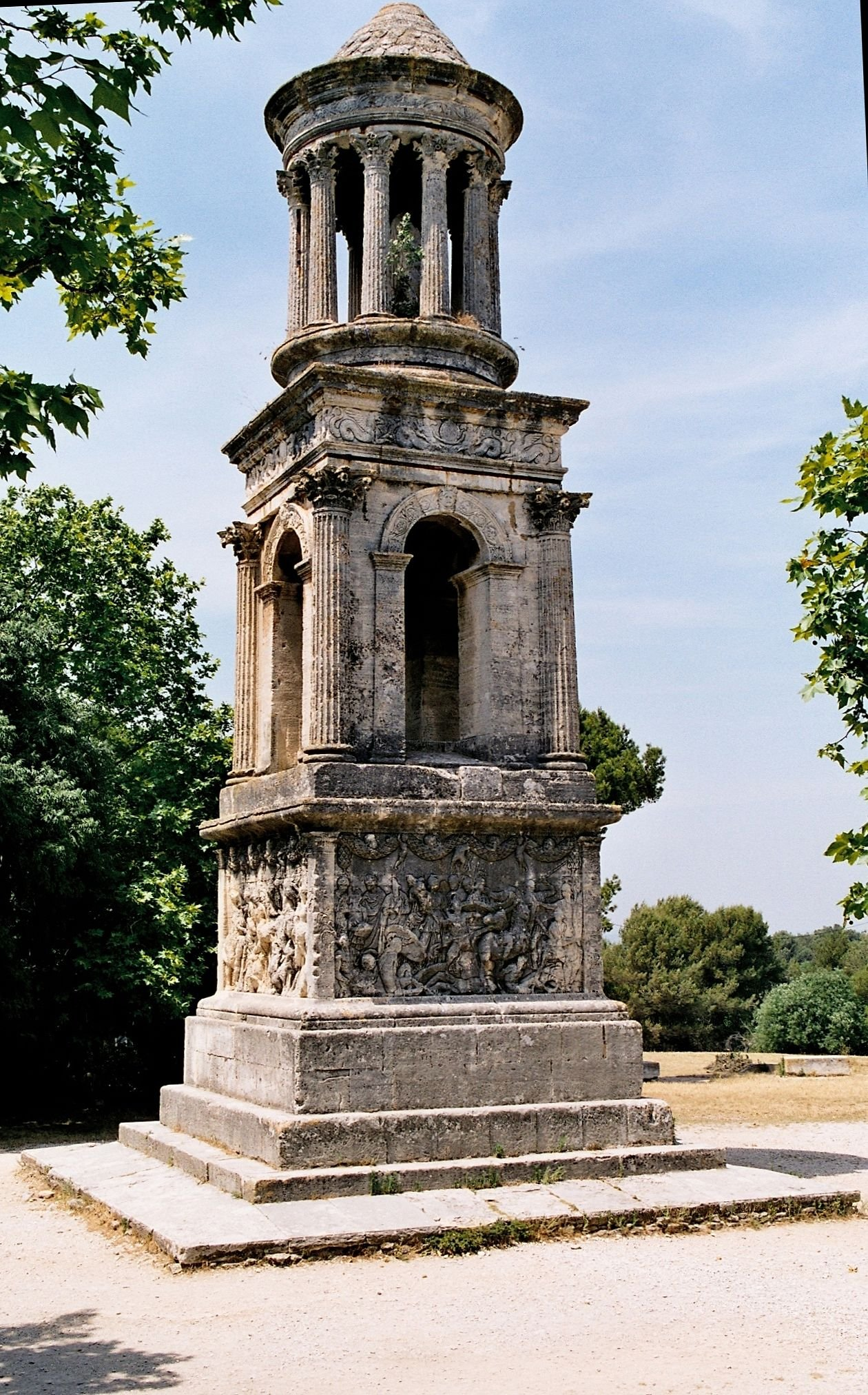
Mausoleul de la Glanum, în apropiere de Saint-Rémy-de-Provence, Franța.

Securitatea pe aceste drumuri era foarte relativă. S-a văzut foarte repede necesitatea construirii unor forturi și tabere militare, în apropierea drumurilor, al căror rol în supravegherea polițienească din Imperiu este de netăgăduit. Unele, cum era cea de la Jublains din Galia romană, erau adevărate fortărețe. În afară de acesta, garnizoana putea fi folosită pentru repararea drumului.

### Monumente civile, militare și sacre
În sfârșit, pentru reconfortul spiritual și pentru a se afla sub protecția zeilor tutelari, călătorii găseau, în mod regulat, de-a lungul drumurilor romane, locuri de cult, temple sau fanum (în română: „loc consacrat solemn de către pontifice unei divinități”). Ei îi solicitau pe Mercur, zeul comerțului și al călătorilor, pe Diana, protectoarea drumurilor sau divinități locale. Se făceau ofrande monetare sau ex-voto-uri, sacrificii...
Mai grandioase și deseori ridicate spre gloria donatorilor, fie ei împărați sau particulari bogați, mausolee și trofee mărturisesc și astăzi despre admirabila arhitectură a romanilor. Cele mai frumoase exemple din Galia romană sunt Trofeul lui August la La Turbie și mausoleul nepoților lui August la Glanum (azi la Saint-Rémy-de-Provence), în realitate un cenotaf.

## Marile axe romane

### Principalele drumuri romane în Italia
- Via Aemilia (187 î.Hr.) de la Rimini (Ariminum), spre Cesena, Bologna, Piacenza (Placentia) și Milano (Mediolanum), azi SS 9.
- Via Aemilia Scauri (109 î.Hr.) prelungire a via Aurelia, de la Pisa, spre Genova.
- Via Appia, astăzi via Appia Antica (312 î.Hr.), de la Roma spre Terracina, Capua, Benevento (Beneventum), Taranto (Tarantum) și Brindisi (Brundisium), azi aproximativ SS 7.
- Via Aurelia (241 î.Hr.) de la Roma spre Pisa și Lucca, mai târziu spre Genova, Savona, Ventimiglia și Galia romană, azi SS 1.
- Via Cassia (171 î.Hr.) de la Roma (ramură a via Flaminia) spre Etruria, Arezzo (Aretium), Florența (Florentia), Pistoia, Lucca și Pisa (se unește cu via Aurelia).
- Via Flaminia (220 î.Hr.) de Roma spre Narni (Narnia), Fano (Fanum Fortunae) sau Rimini (Ariminum), azi SS 3.
- Via Popilia (132 î.Hr.) de la Capua, spre Nocera (Nuceria), Cosenza (Cosentia), Vibo Valentia, Reggio di Calabria (Rhegium).
- Via Salaria de la Roma spre Ascoli Piceno și Porto d´Ascoli, azi SS 4.

Drumuri romane în Italia

### Drumuri romane în Dacia Romană

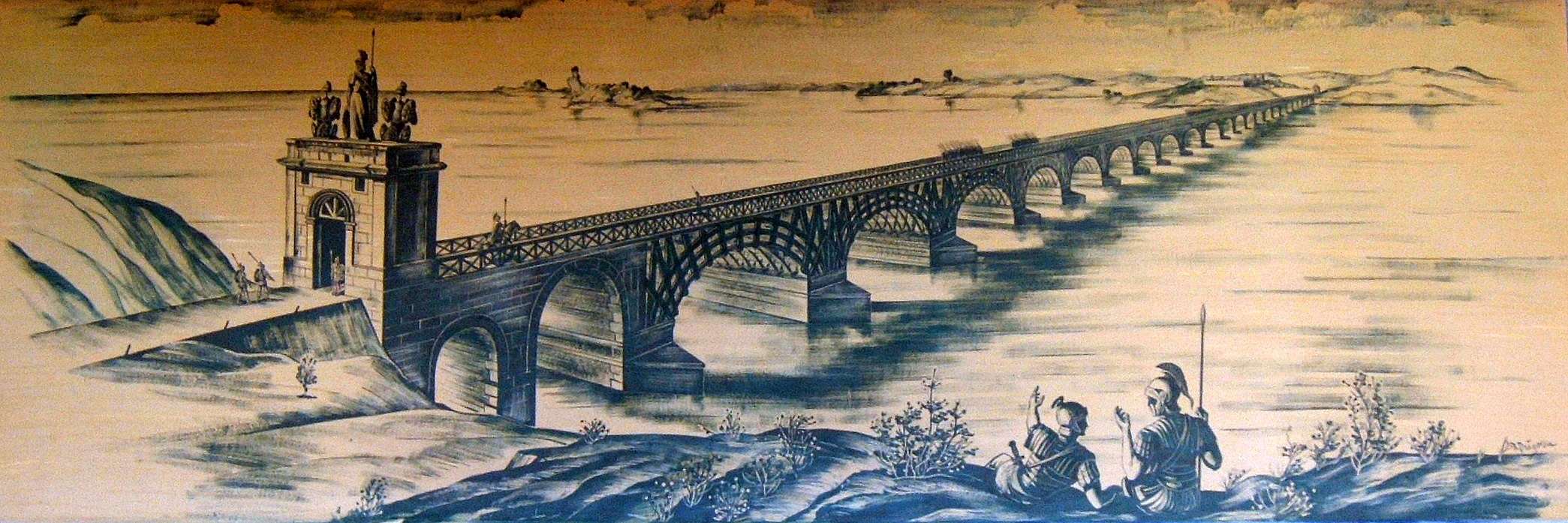
Reconstituirea Podului lui Traian

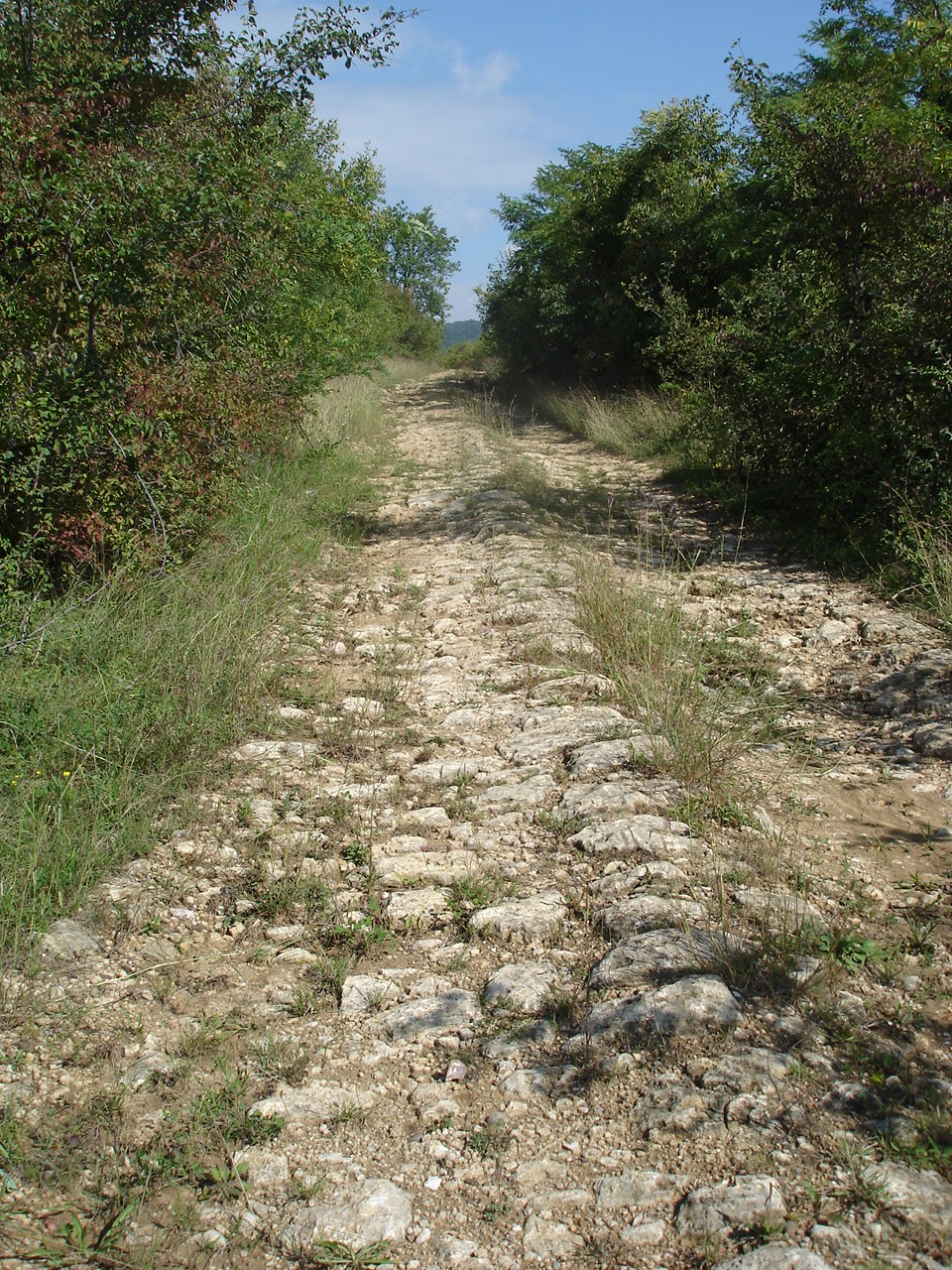
Porțiune a unui drum roman, conservat în apropiere de Geoagiu-Băi.

Cucerirea Daciei de către legiunile romane, sub împăratul Traian, a fost ușurată de construcția mărețului Pod al lui Traian. Cunoscutul pod de la Drobeta a fost construit pentru pregătirea celui de-Al Doilea Război Dacic. Podul, probabil cel mai mare la acea dată, și pentru multe secole în continuare, a fost proiectat de arhitectul Apollodor din Damasc.
Câteva drumuri
- Drumul roman, care avea rol de legătură cu castrul roman de la Cigmău / castrul roman Germisara, era din categoria drumurilor  secundare (în latină viae vicinales); era pavat cu dale poligonale (în latină via silica strata), iar în unele locuri arheologii au descoperit că straturile drumului au grosimea de până la 70 cm, fapt care explică păstrarea intactă până acum. Drumul era prevăzut și cu rigole care colectau apele pluviale. Porțiunea bine conservată, cu lungimea de 165 m, din vechiul drum roman se află în paralel cu drumul ce leagă stațiunea Geoagiu-Băi de cătunul Poienari. A fost declarată monument istoric cu Cod LMI: HD-I-s-A-03186; Datare: secolele al II-lea – al III-lea d.Hr.[9]  Făcea parte din axa Ulpia Traiana Sarmizegetusa • Micia (azi Vețel) • Apulum (azi Alba Iulia) și care asigura legătura cu exploatările de aur din Munții Apuseni (Ampelum, azi Zlatna și Alburnus Maior, azi Roșia Montană).
- Via Traiana: Dierna (azi Orșova) • Ad Mediam (azi Mehadia) • Ad Pannonios (azi la 2 km de Teregova, județul Caraș-Severin) • Tibiscum (azi Jupa, parte din orașul Caransebeș) •  Ulpia Traiana Sarmizegetusa • Apulum (azi Alba Iulia) • Brucla (azi Aiud) • Salinae • Potaissa (azi Turda) • Clus / Napoca (azi Cluj-Napoca) • Porolissum (azi Moigrad-Porolissum).
- Drobeta (azi Drobeta Turnu-Severin) • Pelendava (azi Craiova) • Castranova • Romula (azi Reșca, comuna Dobrosloveni)
- Lederata (azi Baziaș, județul Caraș-Severin) • Tibiscum (azi Jupa, parte din orașul Caransebeș)
- Rusidava (azi Drăgășani) • Pons Aluti (azi Ionești, județul Vâlcea) • Buridava (azi Stolniceni, în județul Vâlcea) • Castra Traiana (azi Dăești, în județul Vâlcea) • Arutela  (azi  între localitățile Păușa și Căciulata, în punctul „Poiana Bivolari”) • Praetorium (azi Racovița, județul Vâlcea) • Pons Vetus (azi Câineni, județul Vâlcea) • 
Cedonia (azi Sibiu)
- Via Pontica: Troesmis • 
Piroboridava[10] • Caput Stenarum • Apulum • Partiscum • Lugio (azi Dunaszekcső, pe Dunăre, la sud de Budapesta).

### Drumuri romane în Moesia Inferior
- Via Pontica: Troesmis (azi cătunul Iglița, din județul Tulcea, în România) • Histria (azi în județul Constanța) • Tomis (azi Constanța, România) • Callatis (azi Mangalia, în România) • Byzone (azi Cavarna, în Bulgaria) • Odessos (azi Varna) • Mesembria (azi Nesebăr), iar apoi se continua în Tracia, prin Anchialos (azi Pomorie) • Apollonia Pontica (azi Sozopol) până în Bizanț / Constantinopol.

### Drumuri romane în Tracia
- Via Pontica: Bizanț / Constantinopol (azi Istanbul, Turcia) • Apollonia Pontica (azi Sozopol, în Bulgaria) • Aquae Calidae (azi Burgas) • Anchialos (azi Pomorie), care se continua spre nord, în Moesia Inferior (prin Mesembria • Odessos, până la Troesmis).

### Drumuri romane în Galia

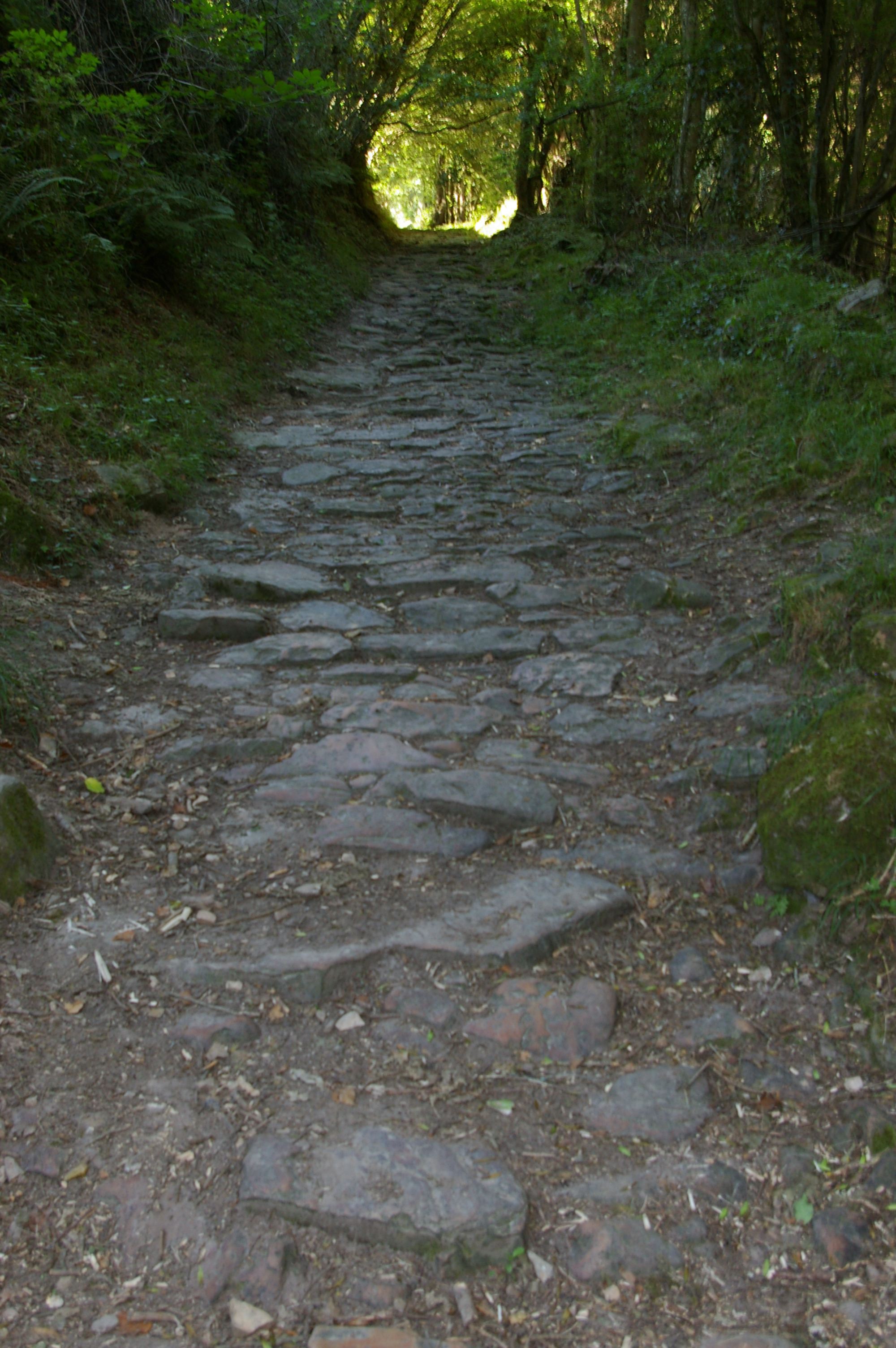
Secțiune a unui drum roman în Galia, la Sainte-Suzanne, Mayenne

Cucerirea Galiei de către legiunile romane a fost în mare măsură ușurată de mulțimea de căi și drumuri, unelte de comunicație cu vocații multiple (strategică, economică, socială sau culturală) între cetățile galilor.
Vechile drumuri ale galilor au fost, în mod progresiv, romanizate și, combinate cu noile drumuri, au format o rețea de itinerarii pornind din capitală, Lugdunum, azi Lyon (deși originea acestor drumuri este Roma). Cetățile erau și ele legate între ele.
Cele patru mari axe care porneau din Lugdunum erau:
- Drumul Germaniei, pentru a ajunge la Colonia Claudia Ara Agrippinensium, azi Köln,
- Drumul Italiei, pentru a ajunge la Roma,
- Drumul spre Boulogne-sur-Mer, port de ambarcare pentru Bretagne,
- Via Agrippa, cunoscută și sub denumirea de drumul Aquitaniei: Lyon • Limoges • Saintes, pentru a ajunge la Burdigala, azi Bordeaux.
- Drumul roman Metz-Mainz lega Divodurum Mediomatricorum (sau Divo Durimedio Matricorum pe Tabula Peutingeriana[11]) cu Mogontiacum.
- Drumul roman Metz-Trier lega Divodurum Mediomatricorum (sau Divo Durimedio Matricorum pe Tabula Peutingeriana) cu Augusta Treverorum (Aug. Tres Viror.).

## Localizarea drumurilor romane

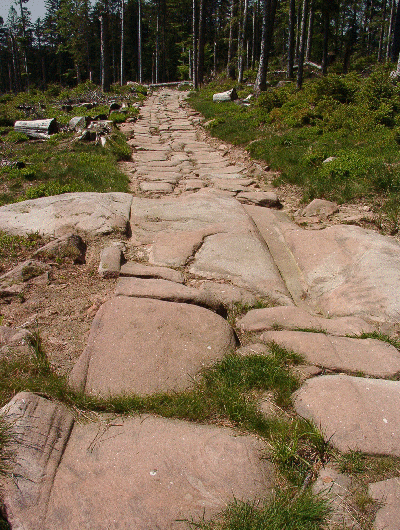
Drum roman la nord de Raon-lès-Leau (54/88)

Buni organizatori, geometri și constructori, romanii, cu sprijinul logistic al unui mare număr de soldați, au trasat drumuri, deseori încă vizibile în zilele noastre pe teren sau pe hărțile detaliate.
Întrucât documentele antice care au ajuns până la noi nu permit localizarea cu precizie  a drumurilor romane, trebuie căutate alte indicii, mai întâi sub picioarele noastre, când circulăm; în zilele noastre, numeroase drumuri romane au fost acoperite de șosele moderne, cum sunt, de exemplu, RN7 (în franceză: Route nationale 7, iar în română: „Drumul național 7”), din Franța, sau porțiuni ale autostrăzii A1, între Sibiu și Deva, din România.

### Cartografie și fotografii aeriene
Prospecțiunea aeriană și studiul cartografic fin permit găsirea, cu ușurință, a urmelor drumurilor uitate, prin semnele lor vizibile, în parcele sau în hotarele comunelor.

Rectiliniaritatea traseului unui drum, prezența satelor, succedând vechile villae romanae („ferme agricole”), le oferă cercetătorilor, deseori, o primă indicație.

### Toponimia
Toponimia este o sursă de informații deosebit de importantă. Toponimul francez le chemin de César, sau corespondentul său spaniol el camino de César indică faptul că în Antichitate era un drum roman. Alte toponime spaniole ca el camino de hierro, la vía blanca, sau în franceză: la chaussée, la haute-borne, le chemin ferré, la voie blanche indică posibilitatea existenței unui drum antic important.
Drumul roman era denumit, în latină, de obicei, via strata, sau pe scurt, strata, adică „pietruită”, în raport cu alte drumuri care nu erau pietruite. În Franța există o serie de toponime care amintesc de vechile viae stratae: Estrée(s)  (cu  variantele Estrat, Étrat, Lestraz  (în Savoia)…) Cuvântul latin strata s-a transmis în diferite limbi actuale: engleză street, neerlandeză straat, germană Straße, italiană strada, sau împrumutat de română stradă…

## Izvoare antice pentru studiul drumurilor romane

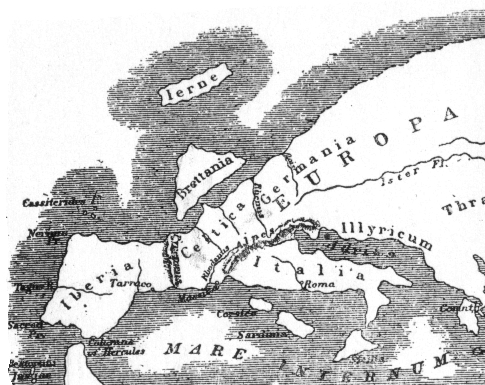
Hartă a Europei după Strabon, care ajută la înțelegerea erorilor în descrierea itinerariilor drumurilor romane din epoca sa.

- Itinerarium Antonini
- Paharele de la Vicarello
- Anonimul din Ravenna
- Tabula Peutingeriana
- Tablele de lut de la Astorga
- Tegula de Valencia
- Guidonis Geographica
- Itinerarium maritimum